# Akiko Sudo
Pour les articles homonymes, voir Sudo (homonymie).
Akiko Sudo (須藤 安紀子, Sudo Akiko), née le 7 avril 1984 à Kokubunji, est une joueuse internationale de football japonaise.

## Biographie
Le 12 janvier 2003, elle fait ses débuts dans l'équipe nationale japonaise contre les États-Unis. Elle participe à la Coupe du monde 2003. Elle compte 15 sélections et 3 buts en équipe nationale du Japon de 2003 à 2010.

## Statistiques
Le tableau ci-dessous présente les statistiques de Akiko Sudo en équipe nationale,
| Équipe du Japon | Équipe du Japon | Équipe du Japon |
| Année           | Matchs          | Buts            |
| --------------- | --------------- | --------------- |
| 2003            | 2               | 0               |
| 2004            | 0               | 0               |
| 2005            | 5               | 1               |
| 2006            | 1               | 1               |
| 2007            | 0               | 0               |
| 2008            | 0               | 0               |
| 2009            | 0               | 0               |
| 2010            | 7               | 1               |
| Total           | 15              | 3               |

## Palmarès
- Troisième de la Coupe d'Asie, 2010